# Харківка (Акбулацький район)
Ха́рківка (рос. Харьковка) — селище у складі Акбулацького району Оренбурзької області, Росія.

## Населення
Населення — 18 осіб (2010; 84 у 2002).
Національний склад (станом на 2002 рік):
- казахи — 46 %
- росіяни — 29 %